# Myndus delicata
Myndus delicata är en insektsart som beskrevs av Van Duzee 1908. Myndus delicata ingår i släktet Myndus och familjen kilstritar. Inga underarter finns listade i Catalogue of Life.